# Réacteur nucléaire KLT40

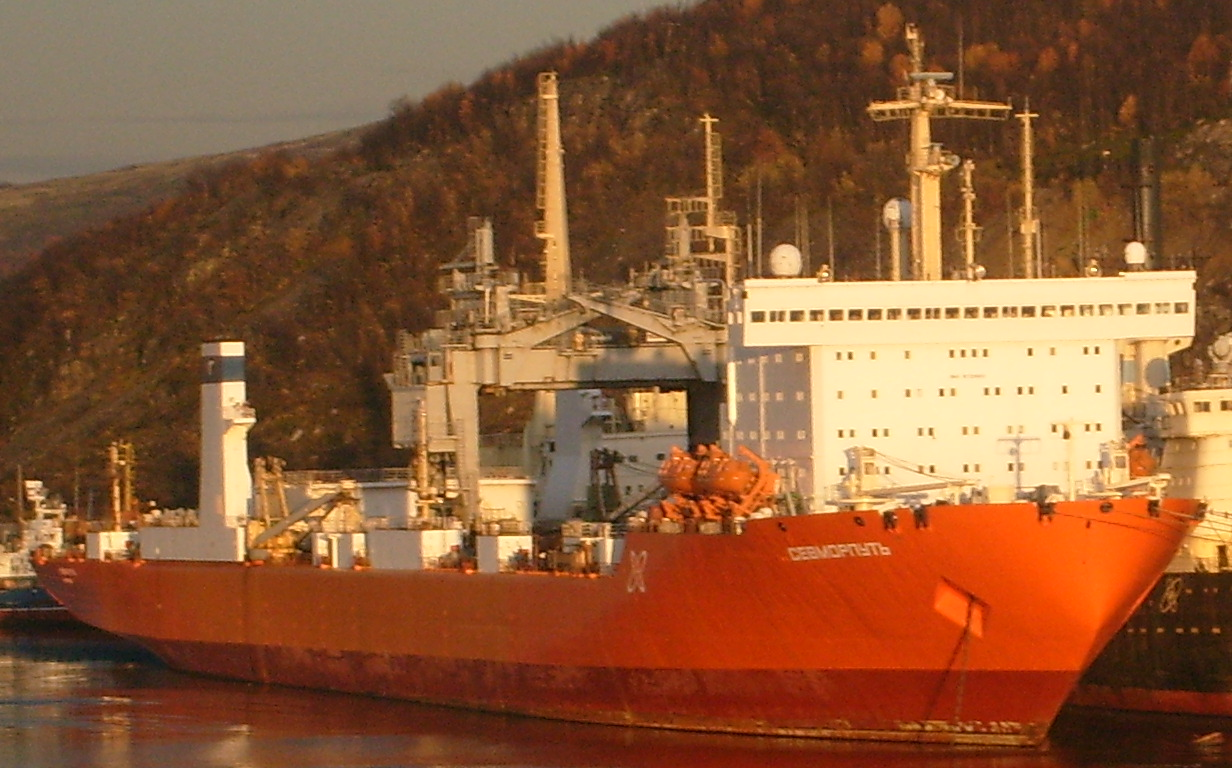
Sevmorput, brise-glace Russe à propulsion nucléaire

Les réacteurs nucléaires KLT-40 et KLT-40M sont des réacteurs nucléaires à eau pressurisée russes utilisés pour propulser les brise-glaces à propulsion nucléaire Taymyr (KLT-40M, 171 MW) et les navires Sevmorput (KLT-40, 135 MW) de la société russe Atomflot.
Ce sont des réacteurs alimentés à l'uranium enrichi à un taux de 30 % ou 40 %, ou bien de 90 %.
Le réacteur KLT-40S (КЛТ-40 C) est une variante développée pour la centrale nucléaire flottante russe Akademik Lomonosov mise en service fin 2019,.